# Церетелі Тамара Семенівна
Тамара Семенівна Церетелі (груз. თამარ სვიმონის ასული წერეთელი; нар. 1 (14) серпня 1900, село Свері Кутаїської губернії, Грузія, Російська Імперія — пом. 3 квітня 1968, Москва, СРСР) — співачка (контральто), одна з провідних представниць жанру російського циганського романсу російської та радянської естрадної сцени. Заслужена артистка Грузинської РСР (1958).

## Біографія
Почала співати з раннього дитинства, але після закінченні гімназії (в Кутаїсі) вступила до Тифліського університету на медичний факультет. Тільки потім вирішила присвятити себе співу і в 1920 році перейшла звідти до Тифліської консерваторії. Навчалася там до 1923 року на оперну співачку. З 1920 року виступала на естраді з виконанням циганських романсів. У 1923 році переїхала до Москви, в листопаді того ж року вже дала в Малому залі Московської консерваторії свій перший сольний концерт під назвою «Старовинні циганські романси і табірні пісні»). Співачка була помічена столичною публікою і пресою, стала однією з провідних виконавців на московській естрадній сцені. Церетелі стала регулярно давати концерти на головних московських естрадних майданчиках — в саду «Ермітаж», в мюзик-холах, в Колонному залі Будинку Спілок, їздила і з гастролями по Радянському Союзу. Церетелі виконувала у своєму репертуарі й грузинські народні пісні «Світлячок», «Суліко» та інші. Також виконувала ліричні пісні радянських композиторів Марка Фрадкіна, Костянтина Лістова та інших.
Тамарою Церетелі були зроблені найбільш ранні записи пісні «Дорогой длинною» (1925).

## Родина
Правнучка легенди, 23-річна співачка Ніні Цнобіладзе, брала участь в українській версії шоу «Голос». Дівчина з Тбілісі зросла у творчій родині мами-музиканта і тата-знаменитого танцюриста балету «Сухішвілі».